# Thailandske familienavne
Thailandske familienavne kan være ganske lange, fire til seks stavelser forekommer. Oprindeligt havde etniske thailændere korte familienavne, for eksempel Boonmee eller Srisai. De længere navne skyldes migration, især senere generationer af kinesiske indvandrere.
Thailændere bruger normalt fornavne og titler i daglige samtaler. Dette skyldes, at brugen af efternavne begyndte relativt nyligt, og mange tillige finder lange efternavne vanskelige at udtale.

## Historie
Oprindeligt brugte thailændere kun korte fornavne, de navne som i dag ville blive betragtet som kælenavne eller øgenavne. Der var ingen klaner (familier) i det gamle Thailand, og derfor var der ikke behov for identificerende navnekonventioner. Kun den kongelige familie havde officielle navne, hentet fra det gamle sanskrit-sprog.
I 1913 indførtes ved lov brug af efternavne, hovedsageligt af praktiske årsager til identifikation. Hver familie skulle vælge et unikt navn, to familier kunne ikke have det samme navn. Derved blev enhver med samme efternavn, derfor beslægtet på en eller anden måde.
Reglen for registrering af familienavn var og er, at man ansøger med fem mulige navne bestående af indtil 10 thai-skriftegn. Familienavne skal være unikke og forskellige fra navne, der allerede er i anvendelse. Myndighederne vil da gennemsøge om, der allerede findes navne, som der ansøges om. Hvis ingen af de fem forslag er enestående, skal ansøgeren fremkomme med fem nye forslag.
Med tiden blev det sværere og sværere at sammensætte unikke stavelser, hvorfor familienavnene blev længere og længere. Mange af de kinesiske indvandrere, der kom til Thailand i det 19. århundrede beholdt i begyndelsen deres kinesiske efternavne, for eksempel navne som Tang eller Lim. Deres børn født i Thailand fik thailandske fornavne og da det syntes akavet med et kinesisk efternavn, begyndte børnene at få thailandske familienavne.
Antallet af stavelser i et thailandsk efternavn viser således, hvor tidligt eller sent familien er registreret.

## Brug af fornavne og kælenavne
For at forbedre deres egen status begyndte almindelige mennesker senere også at adoptere længere og mere officielt klingende fornavne. Dette er en temmelig nylig ændring, der fandt sted efter statskuppet i 1932, hvor enevældet blev afskaffet. For lethedens skyld beholdt folk også det kaldenavn, som de blev givet ved fødslen. Konsensus er fortsat til i dag.
De thailandske kortnavne, kælenavne eller øgenavne er ofte én-stavelses med relation til frugt (Som = orange/appelsin), dyr (Nok = fugl), farve (Far = blå), størrelse (Lek = lille) – eller bare en pæn lyd.
En af Thailands øverste politiofficerer, General Suarchate Hapkarn, er offentligt kendt som "Big Joke" (dansk: "Store Vittighed") og omtales med det navn i nyhedsmedierne. Generalen er nu ikke en "joke" (vittighed), men derimod en yderst effektiv politiofficer. Hans kælenavn kommer fra den thailandske morgenret, "jok" – some udtales Joke Waan Jiap – der er en sammenkog af vælling lavet af ris, hvilken han foretrækker en stor portion af om morgenen.
Selv for kongelige kan øgenavn anvendes, for eksempel kaldes Prinsesse Maha Chakri Sirindhorn for Phra Thep, der betyder "prinsesse engel". Kong Vajiralongkorns ældste datter og den mulige tronfølger, prinsesse Bajrakitiyabha, bliver omtalt som Ong Bha.
Ofte vil personer tiltales med Hr. eller Fru., på thailandsk khun, + fornavn eller kortnavn; eller hvis jævnaldrende med søster/bror, på thailandsk "pee", + fornavn eller kortnavn; og hvis yngre med nong + fornavn eller kortnavn. I artikler nævnes det fulde navn kun første gang, for eksempel "premierminister Thaksin Shinawatra", hvorefter der i det følgende blot skrives fornavnet "Thaksin".

## Forretnings etik
Hvordan personer tiltales i Thailand handler ikke kun om høflighed, det handler lige så meget om respekt. I forretnings miljø, er det vigtigt at henvise til enkeltpersoner ved deres professionelle titel og fornavn, indtil man får tilladelse til at droppe den formelle tone. Er man usikker på en persons titel, kan udtrykket Khun anvendes, efterfulgt af personens fornavn, hvilket betragtes, som en respektfuld standard. Efternavne begrænses til formelle sammenhænge eller skriftlig kommunikation
Thailænderne lægger stor vægt på visitkort i forretningslivet. Som sådan er det respektfuldt, at anerkende og læse kortet opmærksomt og udtrykke en høflig bemærkning om det. Bekræftelsen af et visitkort rækker ud over blot at modtage det. Respekt vises ved at tilbyde et visitkort med begge hænder. Når nogen giver deres visitkort, bør det også modtages med begge hænder og en positiv kommentar om det.